# خدمات مصرفية عبر الإنترنت
الخدمات المصرفية عبر الإنترنت أو الصيرفة الإلكترونية أو الخدمات البنكية الإلكترونية (بالإنجليزية: eBanking): هي نظام دفع إلكتروني يمكّن عملاء البنوك أو المؤسسات المالية الأخرى من إجراء مجموعة من المعاملات المالية من خلال موقع المؤسسة المالية على الإنترنت. عادةً ما يتصل النظام المصرفي عبر الإنترنت أو يكون جزءًا من النظام المصرفي الأساسي الذي يديره أحد البنوك لتزويد العملاء بالوصول إلى الخدمات المصرفية بالإضافة إلى الخدمات المصرفية التقليدية في الفروع أو بدلاً منها.
تقلل الخدمات المصرفية عبر الإنترنت بشكل كبير من تكلفة تشغيل البنوك من خلال تقليل الاعتماد على شبكة الفروع وتوفر قدرًا أكبر من الراحة للعملاء من خلال تقليل الحاجة إلى زيارة أحد البنوك الفرعية بالإضافة إلى إمكانية إجراء المعاملات المصرفية حتى عندما تكون فروع مغلقة.
توفر الخدمات المصرفية عبر الإنترنت خدمات مصرفية للأفراد والشركات تقدم ميزات مثل عرض أرصدة الحسابات والحصول على كشوفات الحسابات والتحقق من المعاملات الأخيرة وتحويل الأموال بين الحسابات وإجراء المدفوعات.

## تاريخ
كانت الخدمات المصرفية عن بعد، التي بدأت في أوائل الثمانينيات هي الأساس لظهور الخدمات المصرفية عبر الإنترنت في العصر الحديث. ففي أواخر الثمانينيات استخدمت عبارة "عبر الإنترنت"على نطاق واسع لوصف استخدام جهاز طرفي ولوحة مفاتيح وتلفزيون أو شاشة للوصول إلى النظام المصرفي عبر خط هاتف. يمكن أن ينطبق مصطلح "الخدمات المصرفية المنزلية" أيضًا على استخدام لوحة المفاتيح الرقمية لإرسال رسالة صوتية عبر خط هاتف مع تعليمات محددة إلى البنك.

### ظهور الخدمات المصرفية الحاسوبية
في ديسمبر 1980 قدم بنك يونايتد أمريكان (وهو بنك مجتمعي يقع مقره الرئيسي في نوكسفيل بولاية تينيسي) أول خدمة مصرفية منزلية للعملاء. دخل بنك يونايتد أمريكان في شراكة مع شركة راديو شاك لإنتاج مودم مخصص آمن لجهاز الحاسوب من نوع (تي آر إس 80، بالإنجليزية:TRS-80) الذي سمح لعملاء البنك بالوصول إلى معلومات حساباتهم بأمان. تضمنت الخدمات المتاحة في سنواتها الأولى دفع الفواتير وشيكات رصيد الحساب وتطبيقات القروض، بالإضافة إلى الوصول إلى حسابات الميزانية والضرائب والصحف اليومية. وقد دفع آلاف العملاء ما بين 25 و 30 دولارًا شهريًا مقابل الخدمة آنذلك.

### الإنترنت وتردد العملاء والبنوك
عندما اجتاحت موجة الحماسة بين البنوك في نهاية التسعينات من القرن الماضي، بفضل النموذج الجديد الذي يجمع بين الفروع المصرفية والتجارة الإلكترونية، بدأت العديد من البنوك تنظر إلى الخدمات المصرفية عبر الويب على أنها ضرورة استراتيجية. في عام 1996، حققت مجموعة OP المالية، وهي مصرف تعاوني، إنجازًا مهمًا حيث أصبحت ثاني بنك إلكتروني في العالم والأول في أوروبا. توضح جاذبية الخدمات المصرفية عبر الإنترنت بشكل واضح: تكاليف المعاملات المنخفضة، سهولة دمج الخدمات، قدرات التسويق التفاعلي، وفوائد أخرى تعزز قوائم العملاء وهوامش الربح. بالإضافة إلى ذلك، تتيح خدمات الخدمات المصرفية عبر الإنترنت للمؤسسات تقديم حزم متكاملة من الخدمات، مما يستهوي العملاء ويقلل التكاليف الإدارية.
في عام 1995، أضاف بنك ويلز فارجو خدمات الحسابات إلى موقعه الإلكتروني، وبذلك أصبح أول بنك في الولايات المتحدة يقدم هذه الخدمة، وسرعان ما تبعه البنوك الأخرى في القيام بذلك. في نفس العام، أصبح بنك برزيدنتشال أول بنك في الولايات المتحدة يتيح فتح حسابات بنكية عبر الإنترنت. ووفقًا للبحوث التي أجرتها تقرير الخدمات المصرفية عبر الإنترنت، كان يستخدم أقل من (0.4%) من الأسر في الولايات المتحدة الخدمات المصرفية عبر الإنترنت في نهاية عام 1999. وفي بداية عام 2004، كان حوالي 33 مليون أسرة في الولايات المتحدة (31%) تستخدم أشكالًا مختلفة من الخدمات المصرفية عبر الإنترنت. وبعد خمس سنوات، وفقًا لاستطلاع أجرته مجموعة غارتنر، كان (47%) من الأمريكيين يستخدمون الخدمات المصرفية عبر الإنترنت. وفي نفس الوقت، شهدت الخدمات المصرفية عبر الإنترنت في المملكة المتحدة نموًا من 63% إلى 70% من مستخدمي الإنترنت بين عامي 2011 و 2012.
بحلول عام 2018، وصل عدد مستخدمي الخدمات المصرفية الرقمية في الولايات المتحدة إلى حوالي (61%). وقد شهد انتشار الخدمات المصرفية عبر الإنترنت زيادة في أوروبا أيضًا. في عام 2019، استخدم (93%) من سكان النرويج مواقع الخدمات المصرفية عبر الإنترنت، وهو أعلى معدل في أوروبا، تليها الدنمارك وهولندا. ووفقًا لاستطلاع أجرته شركة ماكنزي وشركة في عام 2015، يُقدر أن أكثر من 700 مليون مستهلك في آسيا يستخدمون الخدمات المصرفية الرقمية بانتظام.